# Bielle
Bielle é uma comuna francesa na região administrativa da Nova Aquitânia, no departamento dos Pirenéus Atlânticos. Estende-se por uma área de 24,74 km². Em 2010 a comuna tinha 404 habitantes (densidade: 16,3 hab./km²).